# Abraham van Strij der Ältere

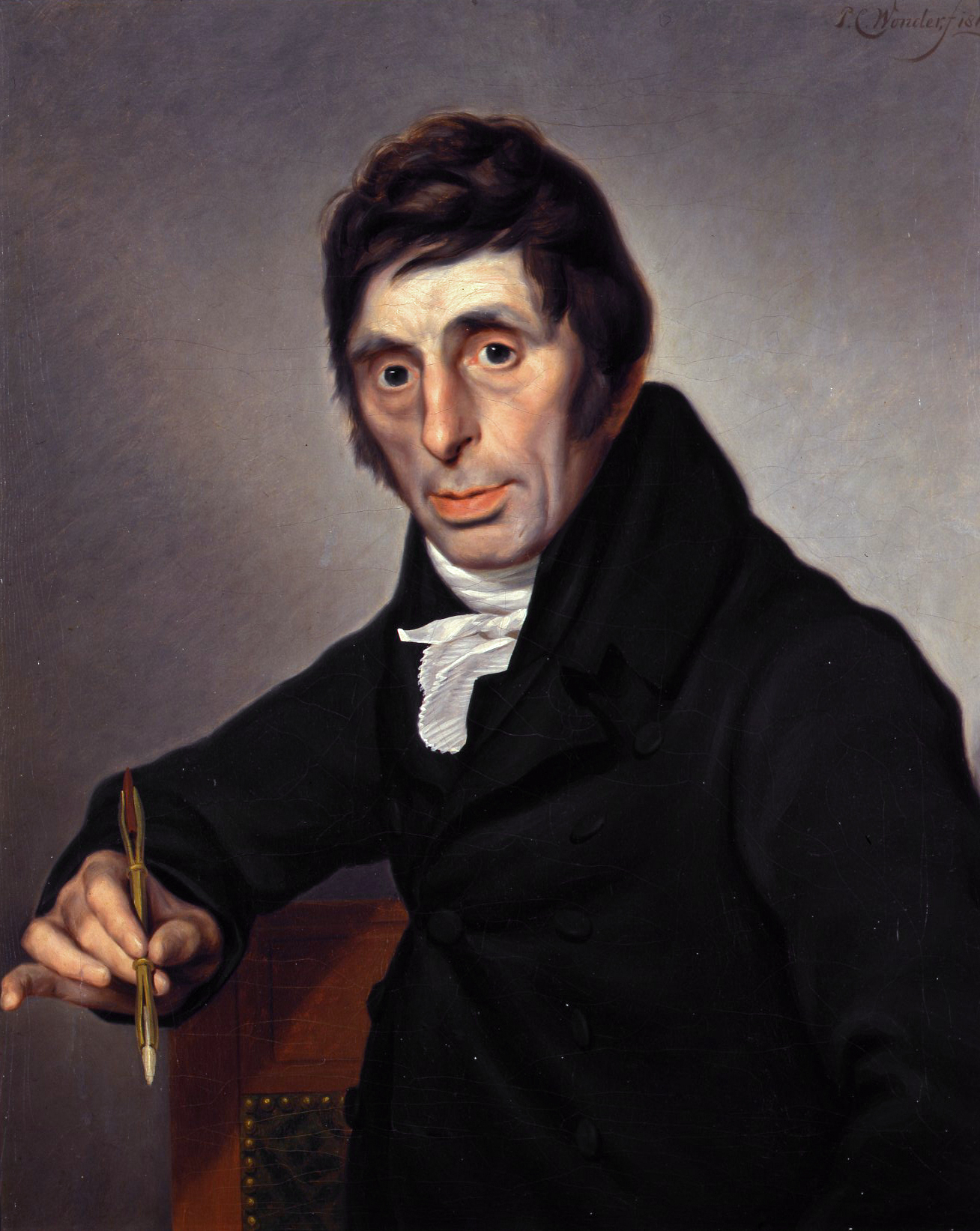
Abraham van Strij, 1812 gemalt von Pieter Christoffel Wonder, Dordrechts Museum

Abraham van Strij der Ältere (* 31. Dezember 1753 in Dordrecht, Provinz Holland; † 7. März 1826 ebenda) war ein niederländischer Maler.

## Leben
Abraham van Strij war eines von fünf Kind aus der Ehe des Stuben- und Dekorationsmalers Leendert van Strij (1728–1798), der sich am 22. März 1750 mit Catharina Smak vermählt und im März 1753 in der Grotekerksbuurt von Doordrecht ein Haus erworben hatte. Den ersten Mal- und Zeichenunterricht erhielten er und seine Brüder bei ihrem Vater, der auch einen Werkstattladen für Gemälde und Farben unterhielt. Zur weiteren Ausbildung schickte ihn sein Vater zu dem Dekorations- und Tapetenmaler Joris Ponse (1723–1783), einem Schüler von Aert Schouman (1710–1792). Bei ihm erlernte er unter anderem das Verzieren von Kutschen mit Früchten und Blumen.

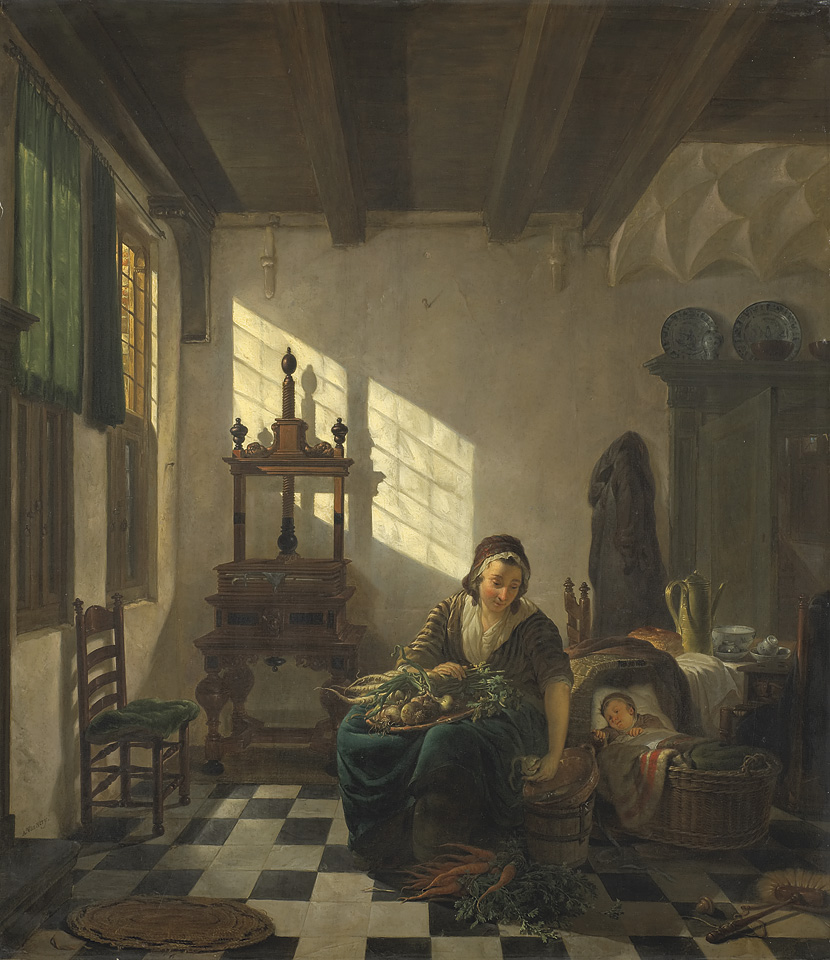
Die Hausfrau, zwischen 1800 und 1811

Im Winter 1772/73 war van Strij an der Kunstakademie Antwerpen immatrikuliert, doch ist nicht sicher, ob er dort auch studierte, denn in den Matrikeln findet sich der Vermerk „absent“. Im Herbst 1774 gründete er mit Freunden Reinier Goudsbergen, Willem van der Koogh und Pieter Hofman die „Teekengenootschap Pictura“. Im Juli 1779 kaufte er ein Haus auf der Voorstraat. Am 20. Juni 1783 heiratete er Sophia Catharina Vermeulen aus Dordrecht, mit der er sieben Kinder hatte, wovon vier das Erwachsenenalter erreichten, unter ihnen Abraham van Strij der Mittlere (1790–1840), der ebenfalls Maler wurde. Am 20. April 1787 übernahm er mit seinem Bruder, dem Landschaftsmaler Jacob van Strij, die väterliche Kunst- und Farbenhandlung, die sie erfolgreich weiterführten.
Am 10. Juli 1809 wurde er zum korrespondierenden Mitglied der Königlich Niederländischen Akademie der Wissenschaften ernannt, 1818 zum Mitglied der Kunstakademie Antwerpen, 1822 zum Mitglied der Amsterdamer Akademie für Bildende Künste. Um 1812 gründete er in Dordrecht unter seinem Vorsitz die geheime Malergenossenschaft „VP“, die auch Niederlassungen in Utrecht, Harlingen und Amsterdam etablierte. Zu seinen Schülern gehörten Pieter Rudolph Klijn (1785–1816), Johannes van Lexmond (1769–1838), Johannes Rutten (1809–1884), Johannes Pietersz. Schoenmakers (1755–1842), Gillis Smak-Gregoor (1770–1843).

## Werk
Van Strij begann seine Künstlerlaufbahn mit Wandtapeten, Supraporten und Kaminstücken, die er bevorzugt mit Tieren, Stillleben und Landschaften, aber auch mit Putten in Grisaille in der Art von Jacob de Witt dekorierte. Blumenbilder schuf er 1775 und 1776. Nach 1780 verlegte er sich auf die Porträtmalerei in Öl sowie auf Interieurs und Genreszenen im Stil der niederländischen Meister des 17. Jahrhunderts. Sorgfältig studierte er Gemälde in der Sammlung von Jan Danser Nijman (1735–1797) in Dordrecht, etwa Bilder von Gabriel Metsu, Pieter de Hooch, Jacob Ochtervelt und Nicolaes Maes.

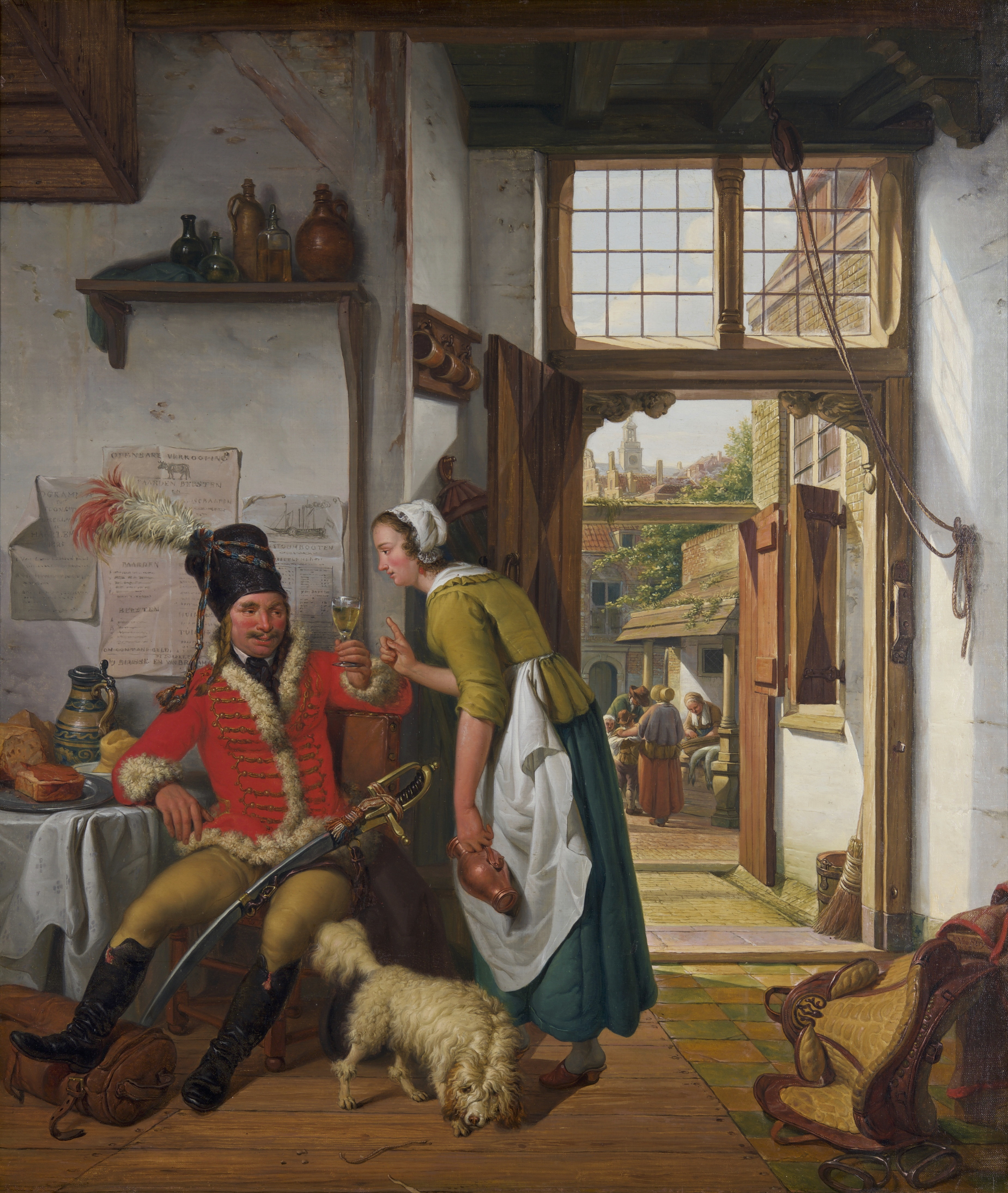
Interieur mit Husar und Dienstmagd, 1825

In seiner historisierenden Malweise griff van Strij zwar Themen und Motive der Alten Meister auf, doch setzte er handelnde Personen betont in sonnig durchleuchtete Räume mit Ausblicken in Höfe, Gärten und idyllische Stadtwinkel, wobei er die dargestellten Figuren deutlich als Repräsentanten des 19. Jahrhunderts charakterisierte. Mit dieser Methode des Historisierens und der Übertragung auf die eigene Zeit trug van Stij maßgeblich zur Entstehung eines gesellschaftlichen Wunschbildes bei, das im „Traum von Batavisch Arcadia“ der nationalromantischen Sehnsucht nach Rückkehr zu den großen Leistungen der nationalen Vergangenheit Ausdruck verlieh. Einerseits beschwor van Strij damit die Erinnerung an die wirtschaftliche Prosperität und kulturelle Blüte des „Goldenen Zeitalters“, andererseits schuf er mit Rückgriffen auf die „gute alte Zeit“ ein Gegenmodell zu den Verhältnissen der Gegenwart, das als Maßstab zur Wiedererlangung des Verlorenen dienen sollte. Sein Wiederanknüpfen an die großen Traditionen der holländischen Malerei des Barocks schuf ihm eine begeisterte Klientel unter den Sammlern, zu denen auch der niederländische König Wilhelm I. zählte. Van Strij galt neben seinem Bruder Jacob als der berühmteste Maler Dordrechts um 1800.